# مدينة الملك فيصل الرياضية
مدينة الملك فيصل الرياضية هي إحدى المدن الرياضية السعودية تقع في مدينة جازان. حيث تضم المدينة الرياضية ملعب لكرة القدم يتسع لحوالي 10,000 متفرج وهو متعدد الإستخدامات، ويوجد كذلك عدد من المرافق للرياضات الأخرى. ويعتبر استاد المدينة ملعباً أساسياً لكل من نادي حطين السعودي ونادي التهامي في المباريات الرسمية. وقد أدرج ملعب مدينة الملك فيصل الرياضية مؤخراً ضمن مشروع تطوير بيئة الملاعب وكذلك الموافقة على إنشاء ملعب رديف بالمدينة.